# Description d'un combat
 (octobre 2022).
Si vous disposez d'ouvrages ou d'articles de référence ou si vous connaissez des sites web de qualité traitant du thème abordé ici, merci de compléter l'article en donnant les références utiles à sa vérifiabilité et en les liant à la section « Notes et références ».
Pour plus de détails, voir Fiche technique et Distribution.
Description d'un combat est un film documentaire français réalisé en 1960 par Chris Marker et sorti en 1961.

## Synopsis
Le regard du cinéaste sur la jeune nation israélienne alors âgée de douze ans.

## Fiche technique
- Titre : Description d'un combat
- Réalisation et scénario : Chris Marker
- Photographie : Ghislain Cloquet
- Musique : chansons israéliennes
- Montage : Eva Zora
- Ingénieur du son : Pierre Fatosme
- Producteurs : Wim Van Leer, Lia Van Leer
- Directeur de production : Yitzhak Solvar
- Production : Société de Production Artisanale Cinématographique (SOPAC), Van Leer Productions
- Pays d'origine : France - Israël
- Distribution en DVD : Tamasa Films
- Format : Couleurs
- Durée : 60 min
- Date de sortie : 7 avril 1961

## Fiche artistique
- Yaakov Malkin : un narrateur
- Jean Vilar : un narrateur,

et, apparaissant dans leur propre rôle :
- le père Gauthier, prêtre français
- la petite Mouna, fillette musulmane chef de famille
- Monsieur Klein, un juif ami des chats
- le jeune Ali

## Lieux de tournage
- Marché de la rue Carmel, Tel Aviv
- Haïfa
- Jaffa
- Mea Sharim, quartier orthodoxe de Jérusalem
- Université hébraïque de Jérusalem
- Mer morte
- Pentes du Mont Carmel

## Distinctions
- 1961 : Ours d'Or au Festival de Berlin

## À propos de la diffusion du film
- Chris Marker a empêché la diffusion de Description d'un combat quelques années après son tournage. Dans son article intitulé « Le film caché de Chris Marker », publié dans les Cahiers du cinéma d'octobre 2013 (n° 693, p. 59), Ariel Schweitzer estime que cette décision relève sans doute de raisons politiques ; il écrit notamment : « En 1967, Israël ne représente plus cette utopie qui a attiré Marker à la lisière des années 1960, période durant laquelle il se rend également en Chine et à Cuba à la recherche de modèles de société alternative ».
- Description d'un combat figure au programme de la manifestation « Planète Marker » organisée au Centre Pompidou du 16 octobre au 16 décembre 2013.